# Мишель, Андре
Андре Мишель (фр. Andrée Michel, 22 сентября 1920 — 8 февраля 2022) — французский социолог, феминистка, антиколониалистка и антимилитаристка.

## Социология
Получив юридическое образование в Университете Экс-Марсель, Мишель изучала философию в Университете Гренобль-Альпы и стала учительницей средней школы. После освобождения Франции она переехала в Париж и в 1959 году получила докторскую степень по социологии в Университете Пантеон-Сорбонна. Она начала сосредотачиваться на дискуссиях о дискриминации, гендерном и классовом неравенстве, милитаризации и гражданстве. Её первая публикация освещала условия жизни алжирских рабочих во Франции.
Жительница Монтрея с 1950 года, Мишель разделяла свою повседневную жизнь с рабочими-мигрантами, проститутками и семьями рабочего класса. В 2007 году она отметила, что «сегодня беднякам так же трудно найти жильё в столице, как и пятьдесят лет назад». Она присоединилась к Французскому национальному центру научных исследований в 1951 году и преподавала за рубежом в нескольких университетах США, Алжира, Канады, Латинской Америки и Бельгии.

## Феминизм
Откровенная активистка-феминистка, Мишель присоединилась к Французскому движению за планирование семьи и Пенелопам. В 1965 году она участвовала в Женском демократическом движении вместе с Мадлен Жильбер, Маргерит Тибер, Жизель Халими, Колетт Одри и Эвелин Сюллеро. В 1973 году Мишель Перро провела первый курс женской истории во Франции в кампусе Жусье. Мишель присутствовала на конференции «La femme et la famille dans les sociétés développees».
Мишель стала автором La femme et la famille dans les sociétés développee, а также Le Féminisme, которая была опубликована в Que sais-je? в 1980 году. Она резко критиковала существующий во Франции патриархат.

## Антиколониализм и антимилитаризм
Во время войны в Алжире Мишель была частью сети Джинсона и давала показания на суде в пользу обвиняемых в преступлениях. Известно, что она предложила Шарлотте Дельбо опубликовать книгу, которая стала известна как «Освенцим и после». Она была первой женщиной, работавшей исследователем в Группе научных исследований по информации о ядерной энергии, и в 1985 году объединила усилия с Моник Сене, чтобы опубликовать тексты о взаимосвязи между милитаризацией и насилием в отношении женщин. Возмущённая французскими ядерными испытаниями на Таити и Новой Каледонии, она выразила солидарность с жертвами испытаний в этих регионах.
Мишель начала изучать военно-промышленный комплекс, сам этот термин она использовала одним из первых из французских авторов. Её тексты по этому вопросу послужили предшественником её работ по интерсекциональности. В 1984 году она заявила, что «в 1980 году, когда я начала исследования милитаризации, я называла себя пацифисткой […]. Сегодня я предпочитаю объявлять себя антимилитаристом». В 1990 году она создала сеть «Граждане за мир», которая отправила тысячи подписей в Совет Безопасности ООН, чтобы проголосовать против войны в Персидском заливе. В 1995 году она опубликовала работу «Правосудие и правда для Боснии и Герцеговины», в которой выразила свой гнев против резни в Сребренице и тех, кто способствовал геноциду боснийцев. В «Surarmement, pouvoir, démocratie» она объяснила, как патриархат использовал понятия «безопасность» и «национальная оборона» для угнетения женщин. В «Citoyennes militairement correctes» она проиллюстрировала большие прибыли, полученные военно-промышленным комплексом на протяжении XX века.

## Смерть
Мишель умерла 8 февраля 2022 года в возрасте 101 года.

## Книги
- Les Travailleurs algériens en France (1956)
- Famille, industrialisation, logement (1959)
- La Condition de la Française d'aujourd’hui (1963)
- Family Issues of Employed Women in Europe and America (1971)
- Activité professionnelle de la femme et vie conjugale (1973)
- Les femmes dans la société marchande (1974)
- The Modernization of North African Families in the Paris Area (1974)
- Travail féminin, un point de vue (1975)
- Femmes, sexisme et sociétés (1977)
- Le Féminisme (1979)
- Femmes et multinationales (1981)
- Les Femmes en France dans une société d’inégalités (1982)
- Sociologie de la famille et du mariage (1986)
- Justice et vérité pour la Bosnie-Herzégovine (1995)
- Surarmement pouvoir, démocratie (1995)
- Citoyennes militairement incorrectes (1999)
- Féminisme et antimilitarisme (2012)